# Myrsjön (Hanebo socken, Hälsingland)
Myrsjön är en sjö i Bollnäs kommun i Hälsingland och ingår i Hamrångeåns huvudavrinningsområde. Sjön har en area på 0,0933 kvadratkilometer och ligger 281,1 meter över havet. Myrsjön ligger i Myrsjömyrorna Natura 2000-område.

## Delavrinningsområde
Myrsjön ingår i det delavrinningsområde (677769-153554) som SMHI kallar för Utloppet av Myrsjön. Medelhöjden är 304 meter över havet och ytan är 3,97 kvadratkilometer. Det finns ett avrinningsområde uppströms, och räknas det in blir den ackumulerade arean 6,43 kvadratkilometer. Vattendraget som avvattnar avrinningsområdet har biflödesordning 3, vilket innebär att vattnet flödar genom totalt 3 vattendrag innan det når havet efter 56 kilometer. Avrinningsområdet består mestadels av skog (91 procent). Avrinningsområdet har 0,09 kvadratkilometer vattenytor vilket ger det en sjöprocent på 2,3 procent.